# 倉敷市立連島西浦小学校
倉敷市立連島西浦小学校（くらしきしりつ つらじませいほしょうがっこう）は、岡山県倉敷市連島町西之浦にある市立小学校である。

## 沿革
《主要な出典：》
- 1873年（明治06年）6月 - 西之浦啓蒙舎創立。
- 1874年（明治07年）4月 - 西之浦小学校と改称。
- 1877年（明治10年）4月 - 男子校として西之浦村見竜（）小学校、女子校として西之浦村黄裳（）小学校に分離。
- 1884年（明治17年）7月 - 西之浦小学校に統合。
- 1887年（明治20年）4月 - 尋常西浦小学校と改称。
- 1890年（明治23年）2月 - 西浦尋常小学校と改称。
- 1903年（明治36年）
  - 1月1日 - 西之浦村が亀島村・連島村などと合併し、新たに連島村（2代）発足。
  - 4月 - 西浦尋常高等小学校と改称。梅山[2]分教場（後の梅山尋常小学校）設置[3]。
- 1906年（明治39年）4月 - 梅山分教場が梅山尋常小学校（現・倉敷市立連島北小学校（wikidata））として分離独立[4]。
- 1911年（明治44年）2月 - 亀島分教場（後の西浦幼稚園）設置。
- 1912年（明治45年）4月1日 - 連島村が町制施行して連島町発足。所在地は浅口郡連島町大字西之浦となる。
- 1941年（昭和16年）4月 - 国民学校令により、連島町国民学校と改称。
- 1947年（昭和22年）4月 - 学制改革により、連島町立西浦小学校と改称[注釈 1]。
- 1949年（昭和24年）4月 - 亀島分教場が西浦幼稚園（現・倉敷市立連島西浦幼稚園[注釈 2]）となる。
- 1953年（昭和28年）6月1日 - 連島町の倉敷市編入により、倉敷市立連島西浦小学校と改称。
- 1967年（昭和42年）
  - 4月 - 倉敷市立霞丘小学校（wikidata）が分離開校（当初は本校に同居）[6][7]。
  - 11月 - 霞丘小学校が新築校舎に移転完了[6][7][注釈 3]。
- 1973年（昭和48年）6月 - 創立100周年記念式典を挙行。
- 1980年（昭和55年）4月 - 倉敷市立連島神亀小学校が分離開校（当初は本校に同居）。
- 1981年（昭和56年）4月 - 連島神亀小学校が移転独立。
- 2004年（平成16年）4月 - 2学期制を試行実施。
- 2014年（平成26年）4月 - 3学期制に復帰再開。
- 2023年（令和05年）11月 - 創立150周年記念式典を挙行。

## 出身著名人
- 青山敏弘（サッカー選手）
- 髙橋大輔（フィギュアスケート選手）

## 通学区域が隣接している学校
- 倉敷市立連島南小学校
- 倉敷市立連島神亀小学校
- 倉敷市立連島東小学校
- 倉敷市立連島北小学校
- 倉敷市立上成小学校